# Inman Line

Bandera de casa de Inman Line.

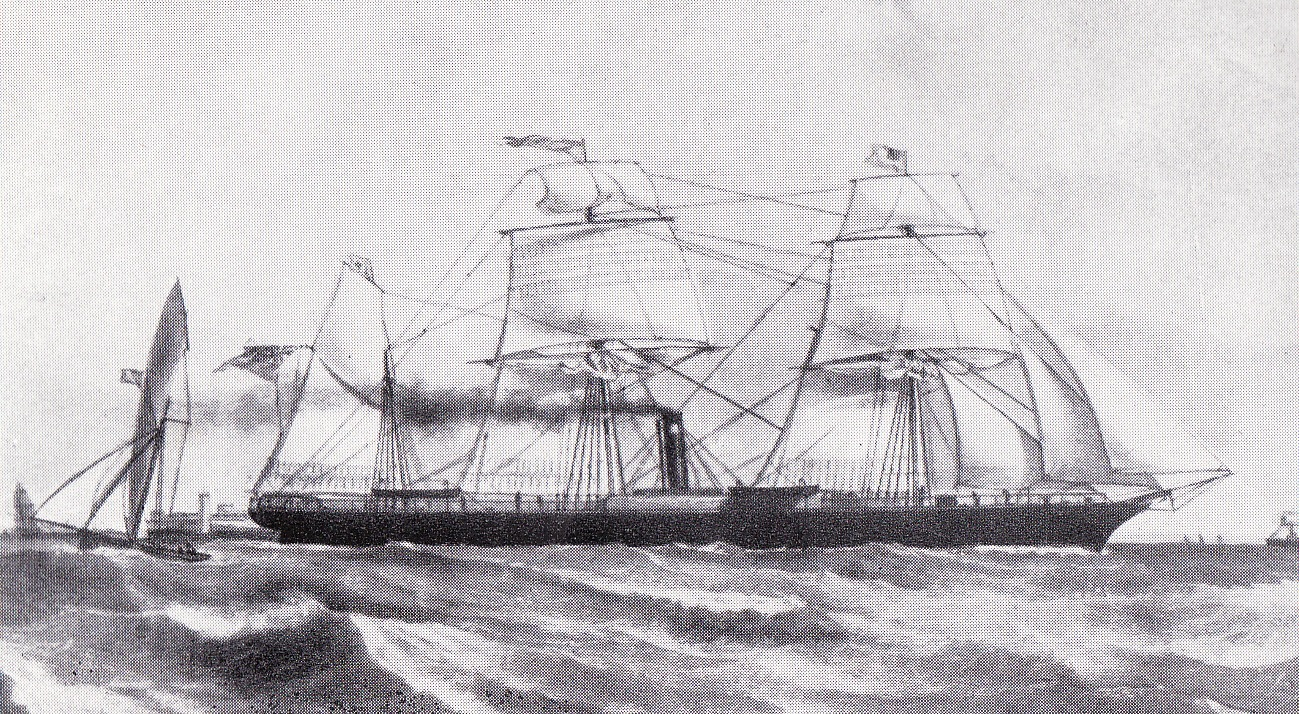
El City of Glasgow, de 1850, demostró que los barcos de vapor podían operar en el océano Atlántico sin subsidios.

La Inman Line fue una de las tres mayores compañías navieras británicas del siglo XIX dedicadas al transporte de pasajeros a través del océano Atlántico, junto con la White Star Line y la Cunard Line. Fundada en 1850, fue absorbida en 1893 por la American Line. El nombre formal de la empresa durante buena parte de su historia fue "Liverpool, Philadelphia and New York Steamship Company", pero también fue conocida como la "Liverpool and Philadelphia Steamship Company", "Inman Steamship Company, Limited", y, en los últimos años antes de la absorción, como la "Inman and International Steamship Company".
Gracias a la adopción de nuevas tecnologías en el diseño naval, la Inman Line se convirtió en la primera empresa en demostrar que era posible establecer un servicio comercial rentable entre ambas orillas del Atlántico sin que sus barcos fueran subsidiados. Con su primer vapor, el City of Glasgow de 1850, Inman lideró el camino para reemplazar a los antiguos vapores propulsados mediante ruedas con barcos más modernos de casco de hierro propulsados mediante hélice. En 1852, Inman puso los cimientos para el comienzo del transporte de pasajeros inmigrantes en barcos de vapor. El barco de Inman City of Paris de 1866, fue el primero propulsado a hélice que podía superar la velocidad de los barcos propulsados a rueda. A comienzos de 1870, Inman ya se había establecido firmemente en la ruta transatlántica y transportaba más pasajeros a Nueva York que cualquier otra línea. 
En 1886, la empresa norteamericana International Navigation Company compró la compañía. Los nuevos dueños comenzaron a actualizar la flota exprés de Inman con dos barcos que se harían con el gallardete Banda Azul a la travesía más veloz a través del Atlántico, el SS City of New York y el segundo City of Paris, marcando el comienzo de la era de los barcos con doble hélice que acabó con la necesidad de contar con velas auxiliares en los buques.

## Historia

### 1850–1866

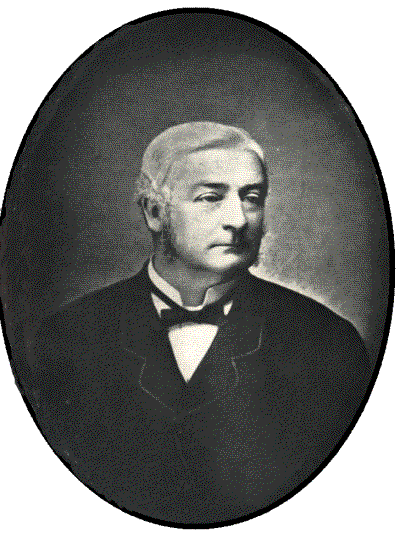
William Inman (1825–1881).

La Inman Line tenía sus raíces en una línea de barcos de vela propiedad de John Grubb Richardson y sus hermanos junto con su joven socio empresarial, William Inman (1825–1881). En 1850, Inman persuadió a sus socios para formar la Liverpool and Philadelphia Steamship Company y comprar un nuevo y moderno barco, el City of Glasgow. Demostró ser rentable porque su casco de hierro requirió menos reparaciones, y su sistema de propulsión con hélice dejó más espacio para pasajeros y carga. La velocidad moderada del City of Glasgow redujo también de forma considerable el consumo de carbón. En el primer viaje del barco para sus nuevos dueños partió hacia Filadelfia, el 17 de diciembre de 1850. Al año siguiente, se unió otro buque más grande, el City of Manchester.
En 1852, Inman abrió nuevos caminos al transportar pasajeros inmigrantes en barcos de vapor. Como cuáqueros irlandeses, los Richardson estaban preocupados por las pobres condiciones experimentadas por los inmigrantes a Estados Unidos, que viajaban en barcos de vela en travesías imprevisibles. A los pasajeros inmigrantes se les requería que llevaran su propia comida, y a menudo se quedaban sin existencias. En 1836, el Diamond perdió a 17 de sus 180 pasajeros inmigrantes por inanición cuando el barco requirió 100 días para completar la travesía. Desde el principio, Inman proporcionó mejores instalaciones a los inmigrantes y adoptó la recomendación de un Comité Parlamentario para proporcionar comida cocinada a bordo a los emigrantes. Como resultado, Inman podía cobrar a estos pasajeros tarifas de 8 guineas, mientras que los barcos a vela más rápidos cobraban entre 4 y 6 guineas. Durante el periodo, los buques de Inman típicamente llevaban unos 500 pasajeros, 80 por ciento inmigrantes.
El desastre golpeó a la nueva empresa en 1854 cuando la compañía perdió ambos buques, el City of Glasgow con toda su tripulación y pasaje, y el nuevo City of Philadelphia, por fortuna sin pérdida de vidas. El barco restante, el City of Manchester fue alquilado al gobierno francés para la Guerra de Crimea, junto con tres barcos más que fueron completados o comprados en 1855. Los Richardson se retiraron de la empresa debido a su implicación con la guerra, y William Inman asumió por completo el control.
Al final de la guerra, Inman reestableció su servicio a Filadelfia. Aun así, Nueva York era ahora la puerta de entrada al continente americano, e Inman decidió alternar entre los dos puertos. El nombre de la empresa fue cambiado a "Liverpool, Philadelphia and New York Steam Ship Company", aunque todos sus barcos fueron redirigidos a Nueva York después de que el SS Kangaroo quedase atrapado por hielo en el río Delaware. Hasta 1857, la empresa realizó un servicio quincenal desde Liverpool. Ese mismo año, la Collins Line quebró, e Inman tuvo éxito al conseguir ser el principal contratista del transporte de correo para la Oficina de Correo de los Estados Unidos. En 1859, se añadió una parada en Queenstown para recoger emigrantes irlandeses. Al año siguiente Inman estableció un servicio semanal, aumentando en 1863 a tres navegaciones cada quincena, y dos veces por semana durante el verano, a partir de 1866.

### 1866–1887

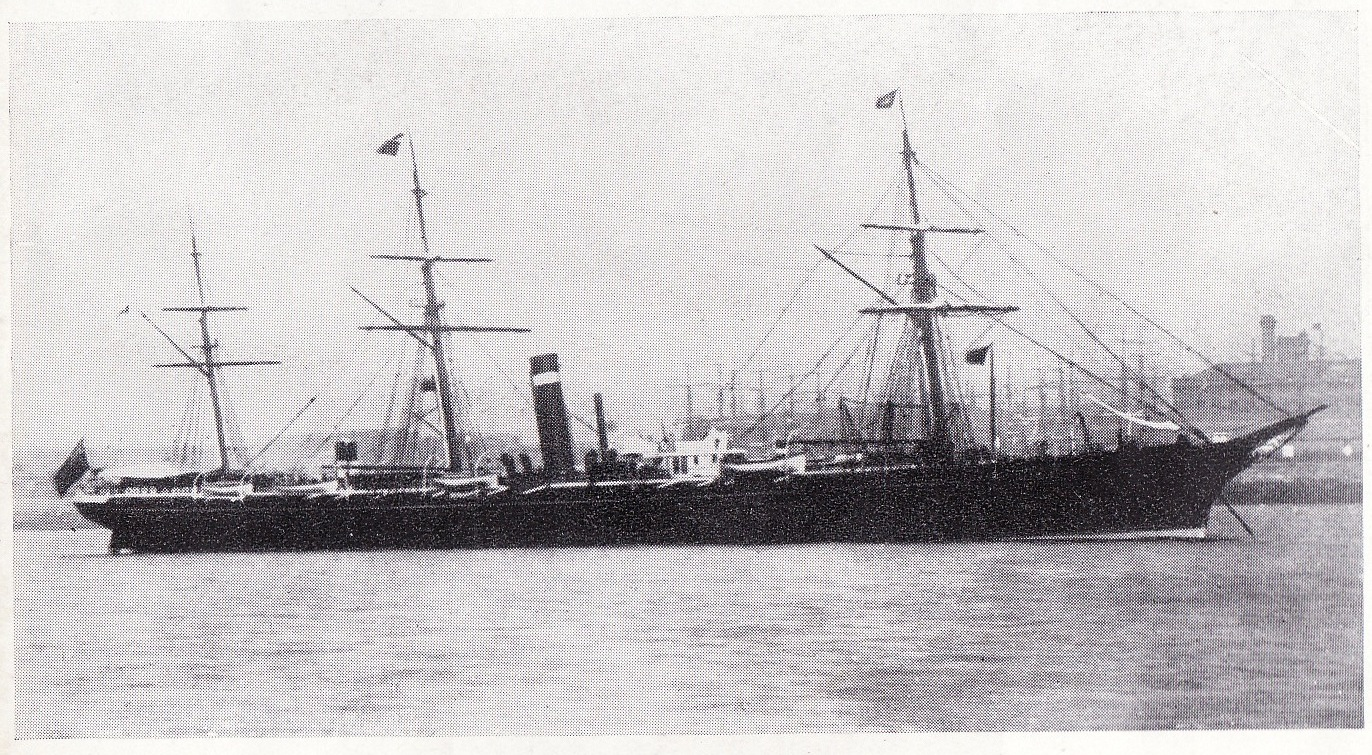
El City of Paris de 1866 fue el primer buque de Inman en alcanzar la velocidad de los barcos exprés de la Cunard Line.

Con el célebre City of Paris de 1866, la compañía consiguió cinco barcos exprés que alcanzaban la velocidad de los mejores barcos de Cunard. En 1867, la responsabilidad para los contratos de correo fue transferida del Almirantazgo a la compañía de Correos y de nuevo los contratos fueron abiertos para la puja. Inman consiguió que le fueran otorgados uno de los tres servicios semanales a Nueva York y la ruta quincenal a Halifax, Nueva Escocia, anteriormente realizado por Cunard. Mientras Cunard continuó recibiendo un subsidio, a Inman se le abonaba el franqueo marino. Aun así, dos años más tarde el contrato con Inman para el correo de Nueva York fue extendido para un plazo de siete años con un subsidio anual de £35.000, la mitad que el subsidio de Cunard de £70.000 para dos servicios de correo semanales a Nueva York. En 1870, Inman transportó a 44.100 pasajeros en Nueva York, casi dos veces más que Cunard con 24.500, aunque Cunard todavía llevaba sustancialmente más pasajeros de primera clase. Durante la década de 1870, los tiempos de travesía de los barcos de Inman eran menores que los de Cunard. El City of Brussels de 1869 batió el mejor registro anterior en dirección este (hacia Europa), del Scotia, y en 1875 el City of Berlin ganó la Banda Azul al lograr mejorar el registro en sentido oeste (hacia América).

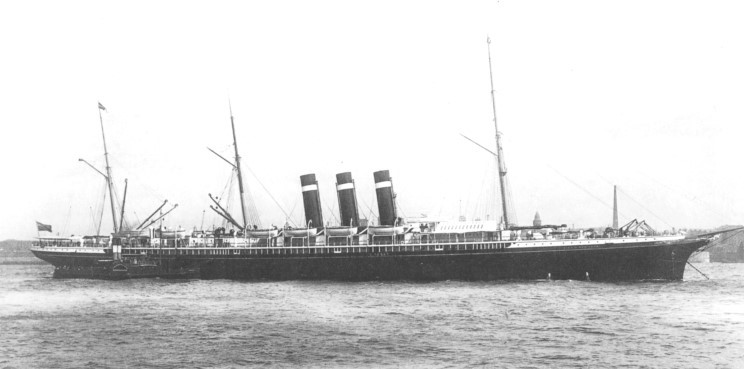
El City of New York de 1888, un barco de récord.

No obstante, en 1871 ambas compañías afrontaron la llegada de un nuevo rival cuando la White Star Line unió ambos lados del Atlántico con el revolucionario RMS Oceanic y sus buques hermanos. Los nuevos barcos de la White Star batían récords y eran especialmente económicos debido a su uso de motores compuestos. El Oceanic consumía sólo 58 toneladas de carbón por día, comparado con las 110 toneladas del City of Brussels. La White Star también impuso nuevos estándares en la comodidad, estableciendo los salones públicos en mitad del barco y doblando el tamaño de los camarotes. Inman reaccionó deprisa, llevando de nuevo a los astilleros a sus barcos más rápidos para instalar motores compuestos y otros cambios que los emparejaran con la White Star, mientras que Cunard se quedó por detrás.
El pánico de 1873 comenzó una depresión de cinco años en el comercio marino que puso a prueba las finanzas de Inman y sus rivales. Para lograr más capital, la sociedad fue reestructurada en 1875 como compañía cotizada en bolsa y fue rebautizada como Inman Steamship Company, Limited. Al año siguiente, Inman y la White Star acordaron ponerse de acuerdo en sus respectivos horarios para reducir la competición entre ambas. Cuando los contratos por el correo establecidos en 1869 expiraron, la Oficina de Correo del Reino Unido dejó de pagar unos subsidios fijos a Cunard e Inman, que a partir de entonces serían abonados en función del peso, aunque a una tasa sustancialmente más elevada que la pagada por la Oficina de Correo de los EE. UU. Los servicios semanales de Cunard para llevar el correo a Nueva York fueron reducidos a uno por semana, y la White Star fue otorgada con el tercero de los contratos. Cada martes, jueves y sábado, un barco de una de las tres empresas partía de Liverpool con el correo hacia Nueva York. Inman redujo su flota, de modo que sólo los barcos más rápidos se mantuvieron.

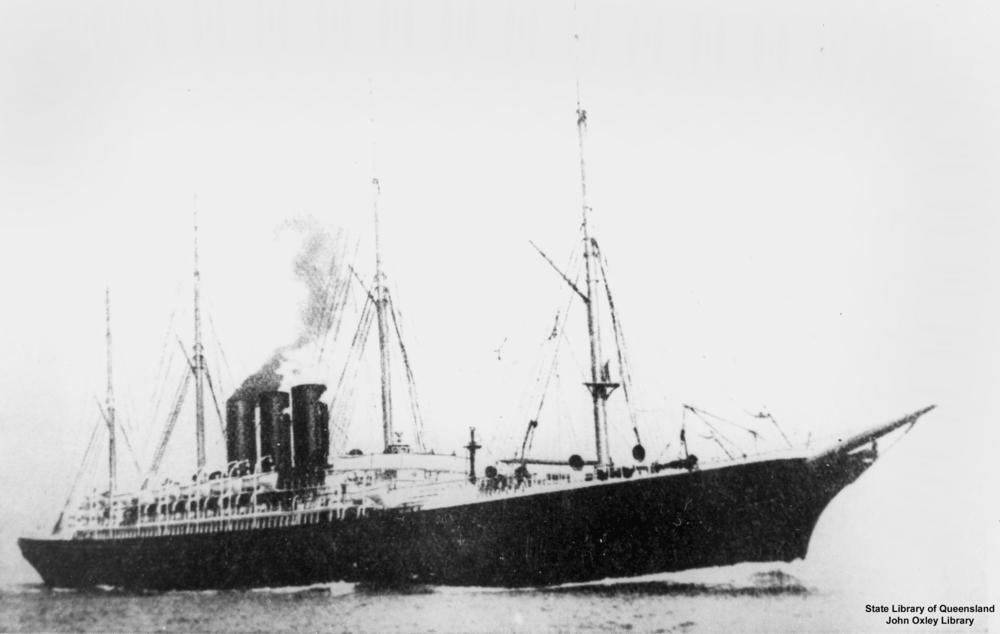
El City of Rome, construido en 1881, fue rechazado por la compañía por no alcanzar la velocidad, calado y capacidad de carga requeridas.

Aun así, los beneficios siguieron cayendo debido a la presencia de nuevos competidores que buscaban hacerse también con el gallardete azul, como la National Line y la Guion Line, junto con otros numerosos buques de vapor de Europa continental que competían igualmente por el transporte de emigrantes. Para restaurar su balance, Inman ordenó la construcción del City of Rome, el cual fue diseñado para ser el más grande y rápido buque. Desafortunadamente el barco no pudo alcanzar las especificaciones de diseño y fue rechazado en 1882 tras realizar sólo seis viajes.
William Inman murió antes del viaje inaugural del barco y la compañía padeció sin su liderazgo. En 1883, el City of Brussels se perdió en el Mersey tras colisionar con otro barco. Entretanto, Cunard renovó su flota para el transporte de correo con cuatro excepcionales transatlánticos dotados con casco de acero. Necesitando capital para alcanzar de nuevo a sus rivales, los directores de Inman apalabraron la liquidación voluntaria de modo que el acreedor más grande, la International Navigation Company basada en Filadelfia pudiera comprar los bienes poseídos por la compañía.

### Destino
La compañía fue reorganizada como la Inman and International Steamship Company, y sus nuevos dueños proporcionaron el capital necesario para construir dos buques excepcionales, el City of New York, de doble hélice, y el City of Paris. Aun así, el gobierno de Reino Unido respondió al cambio de propiedad revocando el principal contrato de correo de Inman. Tras un lobby considerable, el Congreso de Estados Unidos apalabró reemplazar el contrato y dejar que Inman registrase sus dos nuevos buques en Estados Unidos si la International Navigation se comprometía a construir dos buques similares en el país. Por tanto, el 22 de febrero de 1893 se izó la bandera de Estados Unidos en los nuevos buques de Inman y la compañía fue fusionada con la American Line.

## Flota
La flota de Inman consistió en los buques listados a continuación —todos ellos construidos para Inman excepto donde se anota—, presentados por orden de adquisición.
| Barco                | Año  | Servicio | Tipo                | Tonelaje  | Notas                                                                                             |
| -------------------- | ---- | -------- | ------------------- | --------- | ------------------------------------------------------------------------------------------------- |
| City of Glasgow      | 1850 | 1850–54  | Hierro, hélice      | 1600 GRT  | Perdido en 1854, sin supervivientes.                                                              |
| City of Manchester   | 1851 | 1851–71  | Hierro, hélice      | 1900 GRT  | Vendido y convertido a vela en 1871.                                                              |
| City of Philadelphia | 1854 | 1854–54  | Hierro, hélice      | 2100 GRT  | Perdido, sin pérdida de vidas.                                                                    |
| City of Baltimore    | 1855 | 1855–74  | Hierro, hélice      | 2400 GRT  | Vendido                                                                                           |
| City of Washington   | 1855 | 1855–73  | Hierro, hélice      | 2400 GRT  | Perdido en 1873.                                                                                  |
| Kangaroo             | 1854 | 1855–69  | Hierro, hélice      | 1850 GRT  | Construido para terceros, vendido en 1869.                                                        |
| Virgo                | 1856 | 1858–61  | Hierro, hélice      | 1600 GRT  | Construido para terceros, vendido al gobierno estadounidense en 1861                              |
| Glasgow              | 1851 | 1859–65  | Hierro, hélice      | 1950 GRT  | Construido para terceros, perdido en 1865.                                                        |
| Edinburgh            | 1855 | 1859–68  | Hierro, hélice      | 2200 GRT  | Construido para terceros, vendido en 1868.                                                        |
| Etna                 | 1856 | 1860–75  | Hierro, hélice      | 2200 GRT  | Construido para Cunard Line, vendido en 1875.                                                     |
| City of New York     | 1861 | 1861–64  | Hierro, hélice      | 2550 GRT  | Perdido en 1864.                                                                                  |
| City of London       | 1863 | 1863–78  | Hierro, hélice      | 2550 GRT  | Vendido en 1878                                                                                   |
| City of Cork         | 1863 | 1863–71  | Hierro, hélice      | 1550 GRT  | Vendido en 1871.                                                                                  |
| City of Limerick     | 1863 | 1863–79  | Hierro, hélice      | 1550 GRT  | Construido para terceros, vendido en 1879                                                         |
| City of Dublin       | 1864 | 1864–73  | Hierro, hélice      | 2000 GRT  | Vendido en 1874 a la Dominion Line.                                                               |
| City of Boston       | 1865 | 1865–70  | Hierro, hélice      | 2200 GRT  | Perdido en 1870, sin supervivientes.                                                              |
| City of New York     | 1865 | 1865–81  | Hierro, hélice      | 2650 GRT  | Vendido en 1881.                                                                                  |
| City of Paris        | 1866 | 1866–84  | Hierro, hélice      | 2650 GRT  | Vendido en 1884.                                                                                  |
| City of Antwerp      | 1867 | 1867–79  | Hierro, hélice      | 2400 GRT  | Vendido en 1879.                                                                                  |
| City of Brooklyn     | 1889 | 1867–78  | Hierro, hélice      | 2950 GRT  | Vendido en 1878 a la Dominion Line.                                                               |
| City of Brussels     | 1869 | 1869–83  | Hierro, hélice      | 3100 GRT  | Logró el récord en la travesía atlántica en sentido este, hundido en 1883, con 10 vidas perdidas. |
| City of Montreal     | 1872 | 1872–87  | Hierro, hélice      | 4450 GRT  | Sufrió un incendio en el mar en 1887, sin pérdida de vidas.                                       |
| City of Chester      | 1873 | 1873–93  | Hierro, hélice      | 4800 GRT  | Barco exprés, pasó a la flota de la American Line en 1893.                                        |
| City of Richmond     | 1873 | 1873–91  | Hierro, hélice      | 4800 GRT  | Barco exprés, vendido en 1891.                                                                    |
| City of Berlin       | 1875 | 1875–93  | Hierro, hélice      | 5500 GRT  | Ganador de la Banda Azul, pasó a la flota de la American Line en 1893.                            |
| City of Rome         | 1881 | 1881–81  | Hierro, hélice      | 8413 GRT  | Devuelto al constructor tras 6 viajes, transferido a la Anchor Line.                              |
| City of Chicago      | 1883 | 1883–92  | Acero, hélice       | 5150 GRT  | Construido para terceros, perdido en 1892, sin pérdida de vidas.                                  |
| Baltic               | 1871 | 1885–86  | Hierro, hélice      | 3850 GRT  | Alquilado a la White Star Line.                                                                   |
| City of New York     | 1888 | 1888–93  | Acero, doble hélice | 10650 GRT | Ganador de la Banda Azul, pasó a la flota de la American Line en 1893.                            |
| City of Paris        | 1889 | 1889–93  | Acero, doble hélice | 10650 GRT | Ganador de la Banda Azul, pasó a la flota de la American Line en 1893.                            |